# Cumbria
Cumbria (pronunție AFI, |ˈkʌm * briə , pronunție locală, |ˈkʊm * bɾiə) este un comitat ne-metropolitan și unul din comitatele ceremoniale, situat în nord-vestul Angliei.
Comitatul și consiliul său administrativ, Cumbria County Council, au fost reorganizate în 1974 ca urmare a legii administrative locale din 1972, Local Government Act 1972.

## Orașe din cadrul districtului
- Alston
- Appleby-in-Westmorland
- Aspatria
- Barrow-in-Furness
- Carlisle
- Cleator Moor
- Cockermouth
- Dalton-in-Furness
- Egremont
- Grange-over-Sands
- Kendal
- Keswick
- Kirkby Lonsdale
- Maryport
- Penrith
- Ulverston
- Whitehaven
- Wigton
- Windermere
- Workington